# Ситник
Ситни́к (Juncus) — рід рослин родини ситникових, однорічних або багаторічних трав'яних рослин, у останніх кореневище коротке або подовжене, що утворює дернинки, або повзуче з циліндричними стеблами і піхвовими листками. Суцвіття розгалужене, рідше головчасте. Ростуть від берегів морів до вершин гір, трапляються переважно у вогких місцях, на луках, по берегах водойм.

## Етимологія
Слово «ситник», походить, ймовірно, від праслов'янського *sitъ, *sita — варіанта слова *sětь («мотузка»). Назва пов'язана з тим, що стебла цієї рослини використовувалися для плетіння. Споріднене з литовськими sietas, saitas («мотузка», «прив'язь»), sieti («зв'язувати»), латиськими siet, saistit («в'язати», «прив'язувати»). Інша етимологічна версія пов'язує «ситник» зі словом «сито», наводячи за приклад давньоісландське sef («ситник», «оситняк») та давньоанглійське sife («сито»). У такому випадку виникнення назви пов'язують з пористою структурою рослини.

## Видовий склад
Рід нараховує приблизно 330 видів.
На території України зростає приблизно 30 видів:
1. Juncus acutiflorus Ehrh. ex Hoffm. — Ситник гостроцвітий
2. Juncus alpinoarticulatus Chaix (syn. Juncus alpinus Vill. — ситник альпійський)
3. Juncus articulatus L. —  Ситник членистий
4. Juncus atratus Krock. — Ситник чорний
5. Juncus bufonius L. — Ситник ропуховий
6. Juncus bulbosus L. — Ситник бульбистий
7. Juncus capitatus Weigel — Ситник голівчастий
8. Juncus castaneus Sm. — Ситник каштановий
9. Juncus compressus Jacq. — Ситник стиснутий
10. Juncus conglomeratus L. — Ситник купчастий
11. Juncus effusus L. — Ситник розлогий
12. Juncus filiformis L. — Ситник ниткуватий
13. Juncus fominii Zoz — Ситник Фоміна
14. Juncus gerardii Loisel. — Ситник Жерара
15. Juncus inflexus L. — Ситник сизий
16. Juncus littoralis C.A.Mey. — Ситник узбережний
17. Juncus maritimus Lam. —  Ситник приморський
18. Juncus persicus Boiss.
19. Juncus ranarius Songeon & E.P.Perrier — Ситник жаб'ячий
20. Juncus soranthus Schrenk — Ситник купчастоцвітий
21. Juncus sphaerocarpus Nees — Ситник круглоплодий
22. Juncus subnodulosus Schrank —  Ситник тупоцвітий
23. Juncus squarrosus L. — Ситник розчепірений
24. Juncus tenageia Ehrh. ex L.f. — Ситник прирічковий
25. Juncus tenuis Willd. — Ситник тонкий
26. Juncus thomasii Ten. — Ситник Томаса
27. Juncus triglumis L. — Ситник трилусковий[6]